# Verbossing

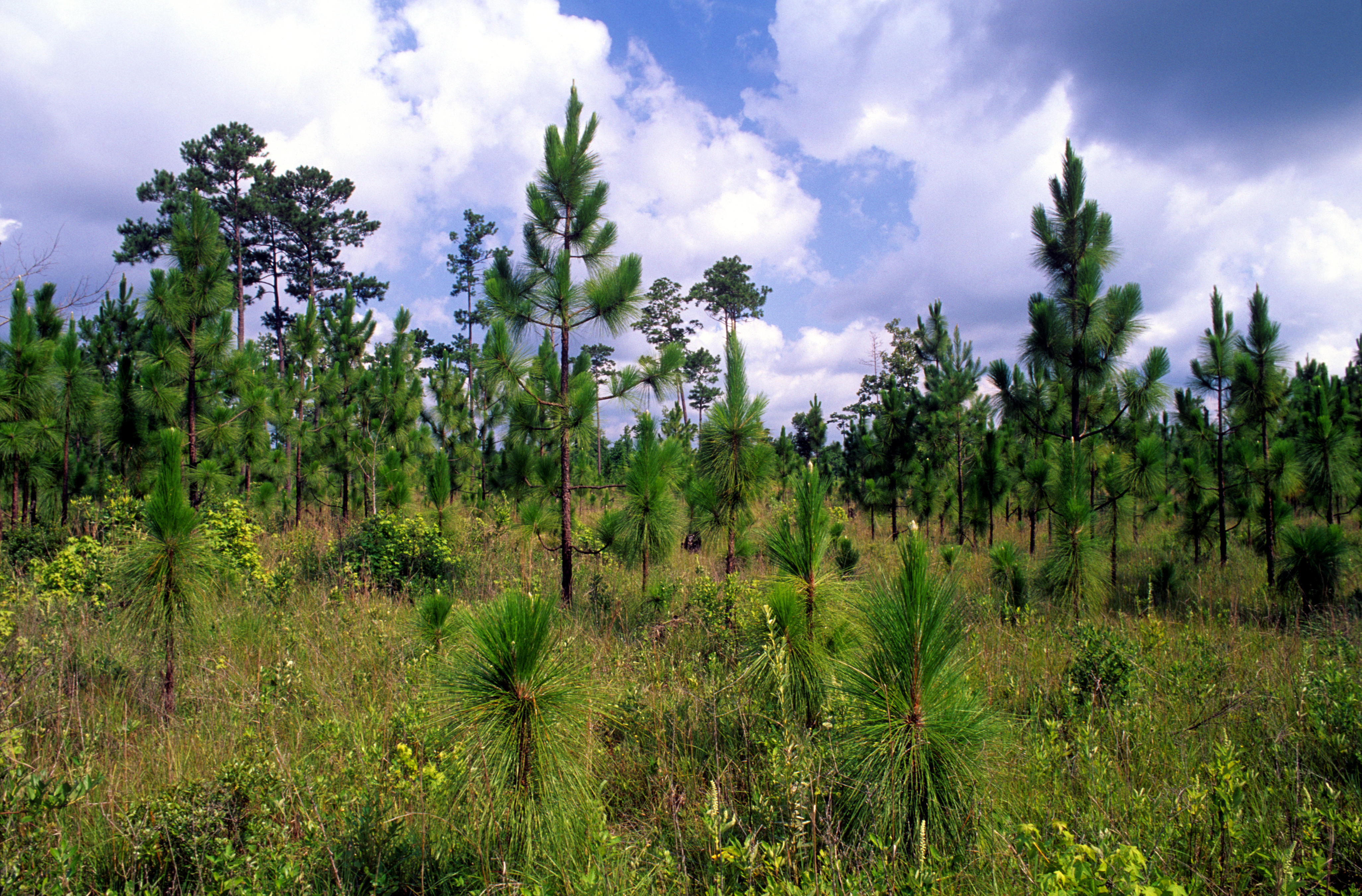
Verbossing door opkomende moerasdennen

Verbossing is het proces waardoor plaatsen met een lage vegetatie, zoals heide of rietland, spontaan begroeid raken met bomen en struiken en op die manier omgevormd worden tot een bos. Door verbossing kunnen gebieden met een grote natuurwaarde, zoals de heide, verloren gaan. Om die reden worden er in het natuurbeheer allerlei maatregelen genomen om verbossing en verruiging (minder soortenrijkdom door dominantie van de sterkste groeiers) van waardevolle stukken natuur met een lage vegetatie tegen te gaan.
Natuurbeheerders hebben de laatste jaren geprobeerd om aan bosuitbreiding te doen, niet door bomen te planten, maar door het natuurlijke successieproces (verbossing) zijn gang te laten gaan. Een nulbeheer of zeer extensieve begrazing zouden tot een bos kunnen leiden met een grotere structuur- en soortenrijkdom.